# Szczyt NATO w Londynie 2019

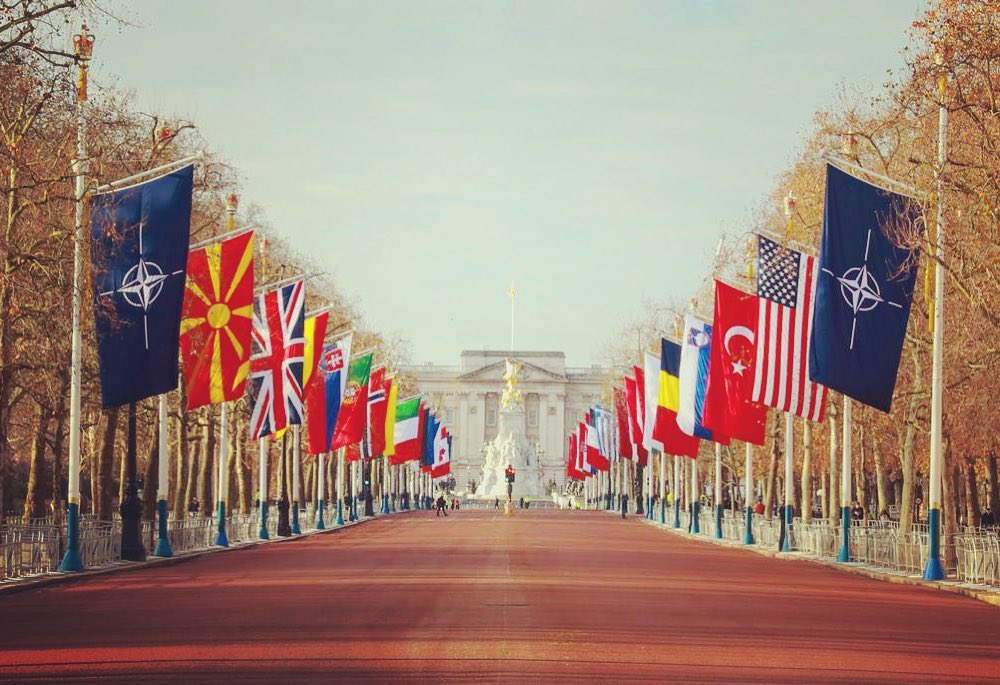
Flagi państw członkowskich NATO wzdłuż promenady prowadzącej do Pałacu Buckingham

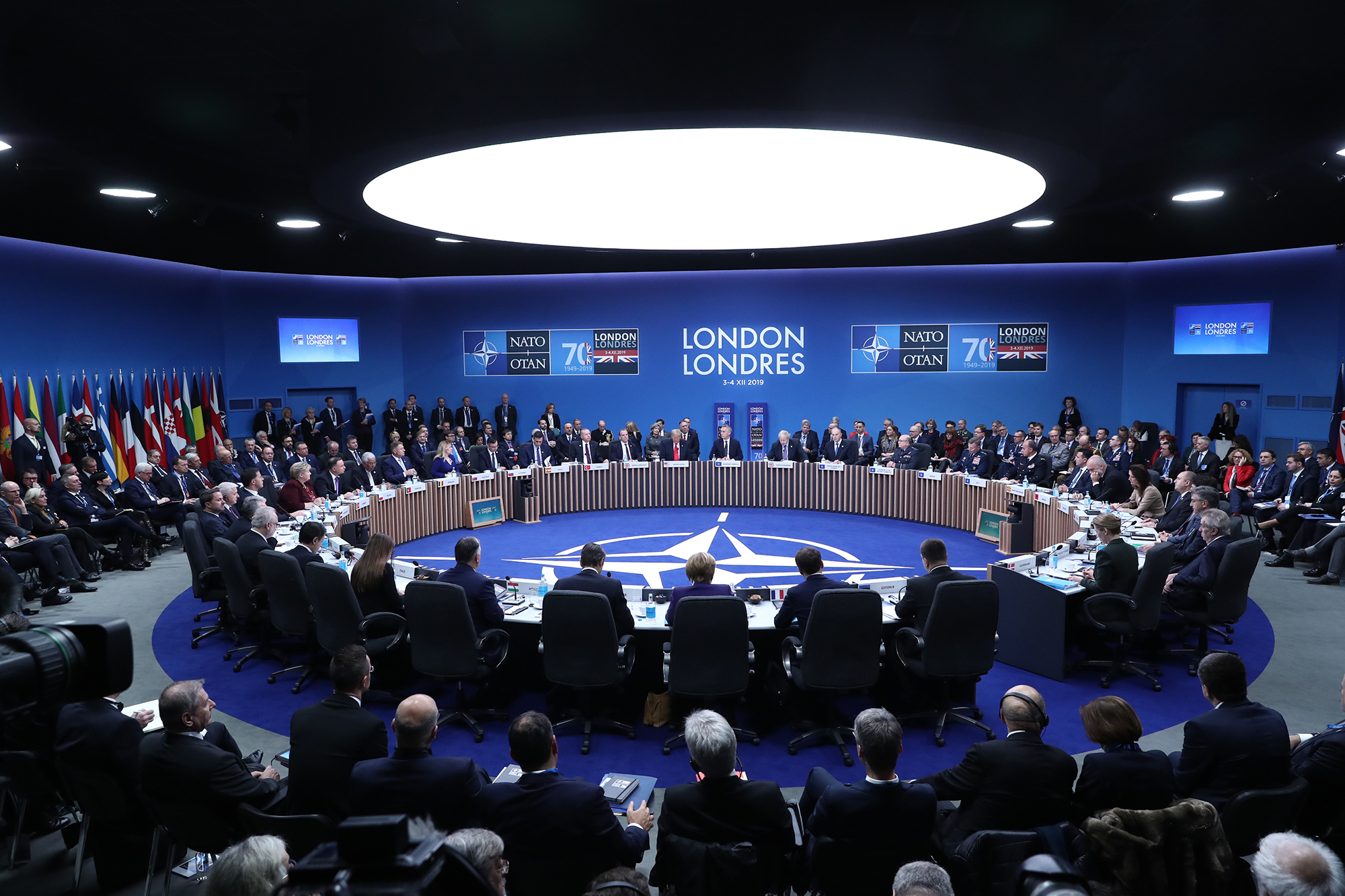
Sala posiedzeń szczytu NATO w Londynie; 4 grudnia 2019

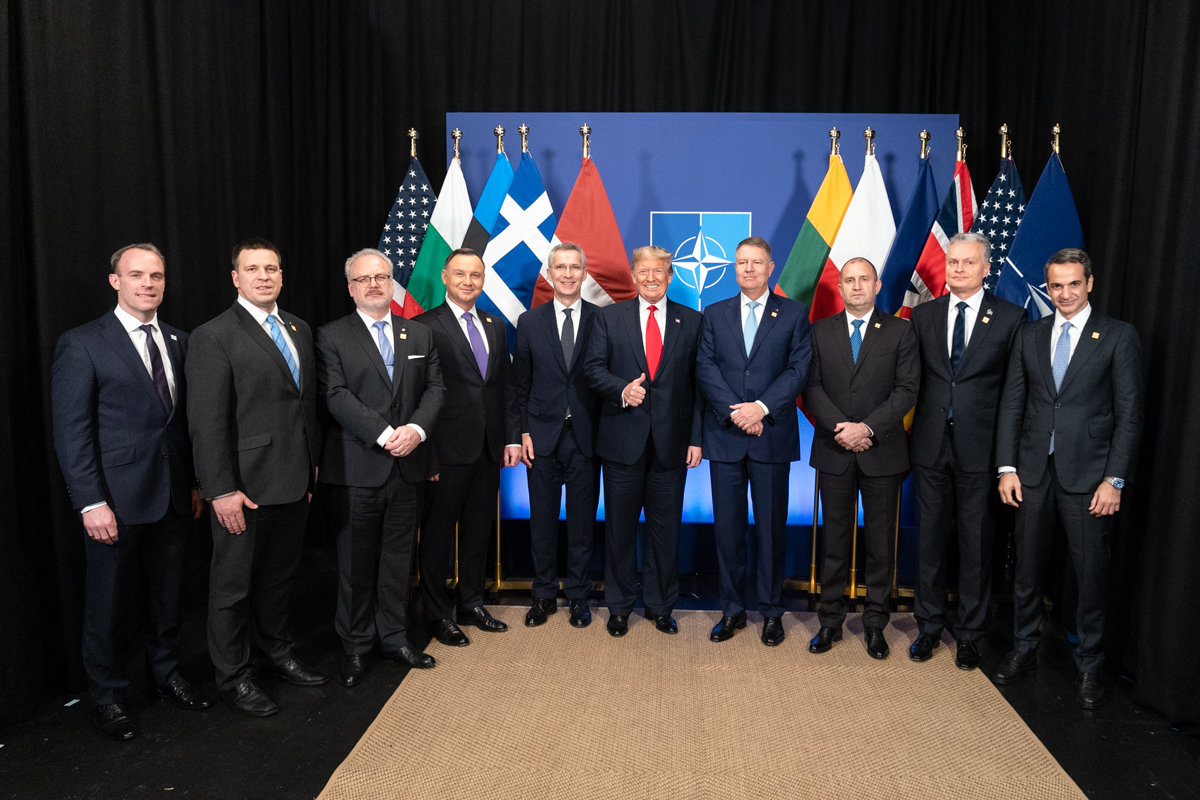
Prezydent USA Donald Trump z grupą przywódców państw członków NATO; Londyn, 4 grudnia 2019

Szczyt NATO w Londynie – 31. szczyt NATO zorganizowany w Londynie w dniach 3–4 grudnia 2019.
31 szczyt NATO odbył się w 70. rocznicę powołania Sojuszu oraz 30. rocznicę zakończenia „zimnej wojny”.

## Sytuacja międzynarodowa
Czas poprzedzający szczyt był okresem dużych napięć między krajami członkowskimi NATO. Kontrowersje wzbudzała pogłębiająca się współpraca wojskowa i polityczna Turcji i Rosji połączona z wetem Turcji odnośnie zmiany planów ewentualnościowych dotyczących obrony Polski i państw bałtyckich. Budziła także niepokój sytuacja wewnętrzna USA związana z procedurą impeachmentu prezydenta Donalda Trumpa i z  jednostronnym wycofaniem wojsk amerykańskich z północnej Syrii. Także wypowiedzi prezydenta Francji Emmanuela Macrona o „śmierci mózgowej” Sojuszu Północnoatlantyckiego i podanie w wątpliwość sensu art. 5 traktatu waszyngtońskiego wzbudziły niepokój wśród pozostałych państw – członków NATO.

## Postanowienia szczytu
Po zakończeniu obrad szczytu opublikowano Deklarację londyńską.
We wstępie Deklaracji odniesiono się do ważnych dla sojuszu rocznic – 70. rocznicy powołania NATO oraz 30. rocznicy zakończenia „zimnej wojny”. Podkreślono gwarancje bezpieczeństwa członków Paktu, sojuszniczą wolność i poszanowanie wartości czyli demokrację, wolność jednostki, prawa człowieka i praworządność. Potwierdzono trwałą więź transatlantycką między Europą a Ameryką Północną oraz zobowiązania zapisane w art. 5 traktatu waszyngtońskiego. Zwrócono też uwagę na podział kosztów i obowiązków wynikający z sojuszniczego bezpieczeństwa. Podtrzymano wskaźniki 2% ogólnego dochodu narodowego na inwestycje obronne i 20% budżetu obronnego na nowe zdolności.
W deklaracji szczytu przypomniano, że NATO jest sojuszem obronnym. Wymieniono także zagrożenia czyli: agresywne działania Rosji, terroryzm państwowy i niepaństwowy, zagrożenia cybernetyczne, hybrydowe i nielegalna migracja. W celu właściwego reagowania podjęto decyzję o poprawie gotowości sił sojuszniczych. Zapowiedziano adekwatną reakcję na rozmieszczenie przez Rosję nowych rakiet średniego zasięgu, uznając ten fakt za unieważnienie traktatu o całkowitej likwidacji pocisków rakietowych krótkiego i średniego zasięgu. Po raz kolejny NATO zadeklarowało, że pozostanie sojuszem nuklearnym tak długo, jak długo będzie istnieć broń jądrowa. Szczególny nacisk położono też na kwestii partnerstwa. Ponownie potwierdzono sojusznicze zaangażowanie w długoterminowe bezpieczeństwo i stabilność w Afganistanie i w rozbudowę współpracy z Organizacją Narodów Zjednoczonych i Unią Europejską. Jako wzmacniającą sojusz, uznano politykę otwartych drzwi i wyrażono nadzieję, że Macedonia Północna wkrótce stanie się kolejnym członkiem.
W dalszej części deklaracji zapowiedziano inwestycje w nowe technologie i ochronę infrastruktury krytycznej; szczególny nacisk położony zostanie na bezpieczeństwo energetyczne i komunikacyjne (w tym 5G). Uznano, że przestrzeń kosmiczna będzie dziedziną operacyjną NATO, ale z poszanowaniem prawa międzynarodowego. Wspomniano również o rosnącym wpływie gospodarczym i politycznym Chin na arenie międzynarodowej. W ostatnim punkcie dokumentu zaznaczono, że sojusznicza więź i wzajemne zaangażowanie od 70 lat gwarantują wolność, wartości i bezpieczeństwo.

## Uczestnicy szczytu
Przewodniczący delegacji państw NATO

- Albania – premier Edi Rama
- Belgia – premier Sophie Wilmès
- Bułgaria – prezydent Rumen Radew
- Kanada – premier Justin Trudeau
- Chorwacja – premier Andrej Plenković
- Czechy – prezydent Miloš Zeman
- Dania – premier Mette Frederiksen
- Estonia – premier Jüri Ratas
- Francja – prezydent Emmanuel Macron
- Niemcy – kanclerz Angela Merkel
- Grecja – premier Kyriakos Mitsotakis
- Węgry – premier Viktor Orbán
- Islandia – premier Katrín Jakobsdóttir
- Włochy – premier Giuseppe Conte
- Łotwa – prezydent Raimonds Vējonis
- Litwa – prezydent Gitanas Nausėda
- Luksemburg – premier Xavier Bettel
- Czarnogóra – premier Duško Marković
- Holandia – premier Mark Rutte
- Norwegia – premier Erna Solberg
- Polska – prezydent Andrzej Duda
- Portugalia – premier António Costa
- Rumunia – prezydent Klaus Iohannis
- Słowacja – prezydent Zuzana Čaputová
- Słowenia – premier Marjan Šarec
- Hiszpania – premier Pedro Sánchez
- Turcja – prezydent Recep Tayyip Erdoğan
- Wielka Brytania – premier Boris Johnson
- Stany Zjednoczone – prezydent Donald Trump

Inni
- NATO –  sekretarz generalny NATO Jens Stoltenberg
- Macedonia – premier Zoran Zaev